# Casa Senyorial de Vecmemele
La Casa Senyorial de Vecmēmele (en letó: Vecmēmeles muiža) és una mansió a la regió cultural de Selònia, al municipi de Nereta de Letònia.

## Història
Edificada en el segon quart del segle xix, la casa va ser reconstruïda en estil neorenaixentista i per a la seva ornamentació es va utilitzar arcs, pilastres, cornises i medallons decoratius. L'interior està dominat per formes simplificades, com les pintures utilitzades en els acabaments de parets i sostres amb estructures de fusta falsa. És propietat privada.